# Chen Yufeng
Chen Yufeng est une footballeuse chinoise née le 17 janvier 1970.
Avec l'équipe de Chine, elle décroche la médaille d'argent lors du tournoi olympique d'Atlanta 1996. 

## Palmarès
- Médaille d'argent aux Jeux olympiques d'Atlanta en 1996[1]